# Sofus Larsen
Sofus Kristian Larsen (Copenhaga, 10 de setembro de 1855 — Copenhaga, 1 de dezembro de 1938), foi um bibliotecário e filólogo dinamarquês. Foi irmão mais velho da autora Alba Schwartz.

## Biografia
Larsen doutorou-se em Filosofia em 1889, foi funcionário da Biblioteca da Universidade de Copenhague desde 1883 e foi seu bibliotecário-chefe de 1909 a 1925. Larsen publicou um grande número de escritos científicos e de divulgação científica. Os temas de seu trabalho são de diferentes áreas, mas geralmente dizem respeito à história e cultura nórdicas durante a Era Viking e a Idade Média.